# Casa Memorială Cloșca de la Cărpiniș
Casa memorială Cloșca de la Cărpiniș este un muzeu ridicat recent lângă vatra casei în care a trăit Ion Oargă (1747-1785), mai bine cunoscut sub porecla de Cloșca, unul din liderii proeminenți ai răscoalei țăranilor ardeleni din 1784.

## Casa memorială
Casa memorială a fost ridicată în anii din urmă din bârne de lemn închetorate cu scopul de a adăposti un mic muzeu. Muzeul este dedicat lui Ion Oargă, zis Cloșca, fiul satului Cărpiniș, erou al răscoalei de la 1784, și cuprinde exponate cu caracter istoric și etnografic. 
Pe locul vechii vetre a casei lui Cloșca se află ridicată din 1967 o mică placă comemorativă cu textul: 
"În acest loc a fost casa în care a trăit Ioan Oargă Cloșca, tovarăș de luptă al lui Horea și Crișan în marea răscoală a iobagilor din Transilvania de la 1784, tras pe roată în februarie 1785. Glorie eternă martirilor neamului! 1967"

## Casa lui Cloșca

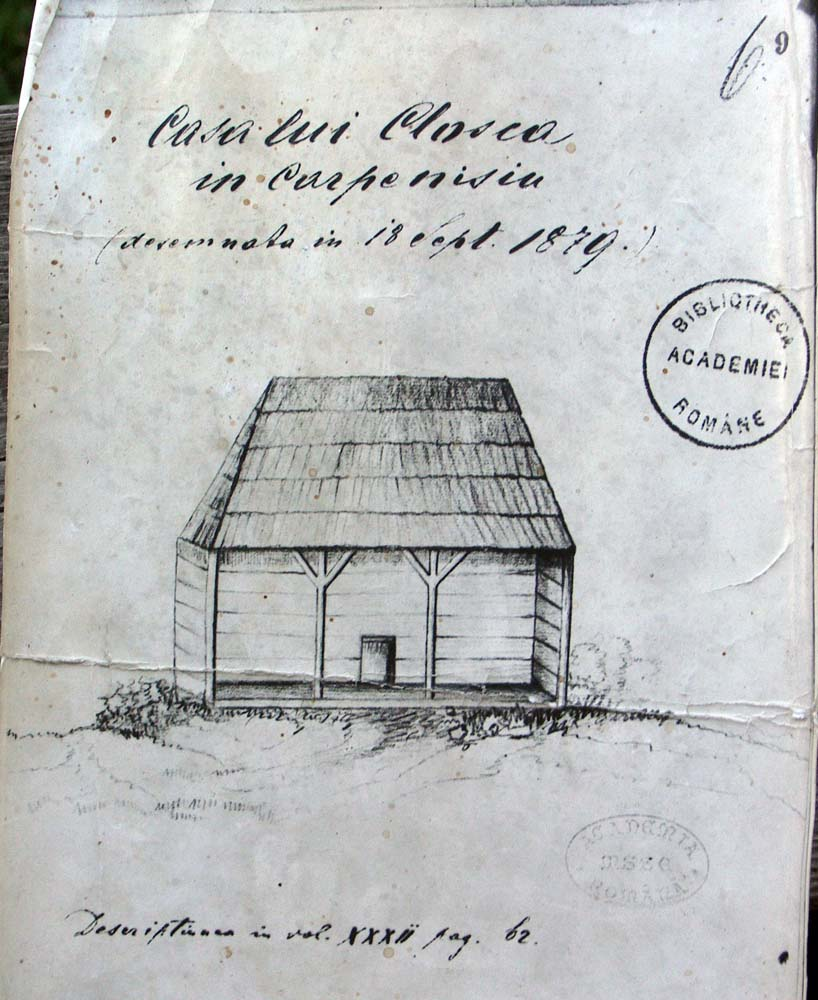
Casa lui Cloşca, Nicolae Densuşianu 1879

Fragment din meştergrinda casei lui Cloşca, datată 1752

La ridicarea casei memoriale s-a încercat ca aceasta să fie cât mai apropiată de cea în care a trăit Cloșca. Casa în care a trăit Ion Oarga Cloșca a fost documentată de Nicolae Densușeanu în cercetarea sa de teren din 1879. Cu această ocazie el a făcut o schiță și o descriere a casei:
"Casa căpitanului Cloșca din Cărpiniș
În Cărpiniș există și astăzi bine conservată casa în care a locuit căpitanul Cloșca. Ea este așezată în Coasta Cloșceștilor ce se mărginește la amiazi cu părăul Cloșceștilor, iar la apus cu drumul ce merge spre Câmpeni și cu Apa Abrudului. Casa e edificată din bârne cioplite de brad, cu fața cătră miazănoapte, este astăzi în posesiunea lui Iosif Galdău, un strănepot a lui Cloșca și constă din o galerie și o odae de locuit cu două ferești, una cătră miazăzi și alta cătră apus și o cămară. Plafondul precum și păreții pe dinăuntru sunt spoiți. Mergând în 18 septembrie 1879 ca să cercetez și casa aceasta am observat că la mijlocul grinzii principale sub spoitură se află o inscripțiune. radiind spoiala cu cuțitul am aflat gravat în grinda anul 1752. Nu numai propietarul casei Iosif Galdău, dar și bătrânii Coroi Ursu, George Gligor, precum și preotul de acolo Moise Manoviciu ... a fi auzit de la părinții lor și de la oamenii bătrâni că aici a locuit căpitanul Cloșca."
În actuala casă memorială se păstrează un fragment din meștergrinda casei cu anul 1752, care nu poate fi decât anul ridicarii construcției, și trei rozete decorative, care probabil au marcat mijlocul casei de locuit. 
Pe baza valoroasei schițe și descrieri din 1879 precum și cu ajutorul fragmentului păstrat din meștergrindă se poate face o reconstrucție imaginară a casei în care a trăit Cloșca, care diferă de casa muzeală de acum. Casa avea un târnaț cu stâlpi, o singură încăpere de locuit și o cămară alături, foarte probabil folosită drept tindă de trecere. Camera de locuit era luminată de două ferestre, una în lateral și una spre spate. Deși din schiță reiese că era acoperită cu draniță, meștergrinda  indică clar că acoperișul inițial era de paie. Faptul că în interior casa era lipită cu lut sugerează că bărnele puteau fi rotunde și încheiate probabil cu chetori cu capete afară. Din aceste date esențiale reiese drept o casă obișnuită de iobag din Apuseni de la mijlocul secolului 18.

## Imagini

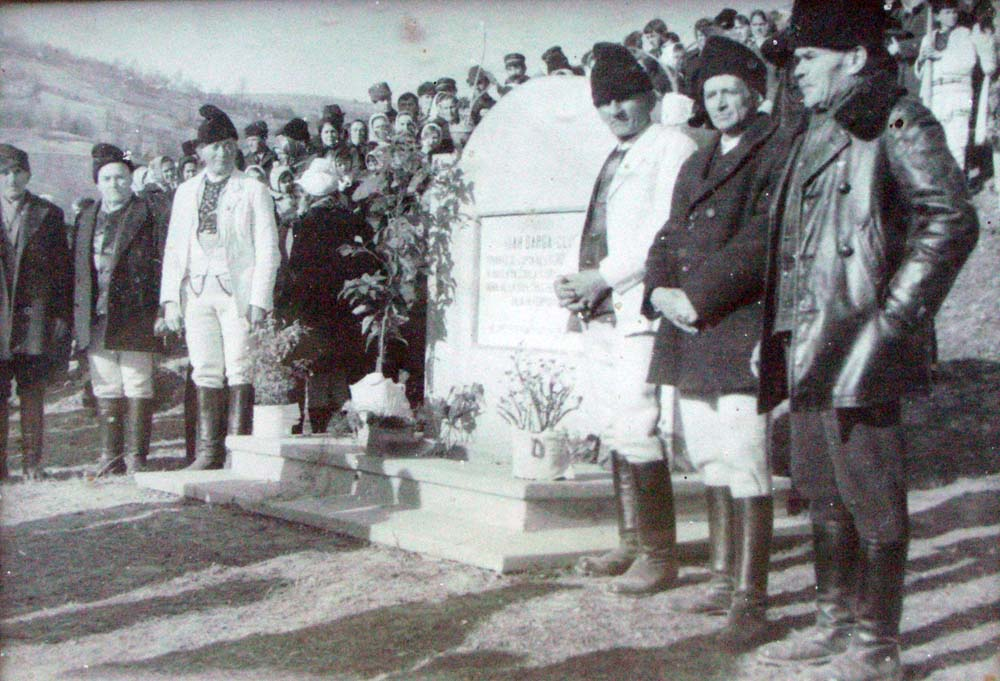
Placa memorială pe locul casei lui Cloşca, 1967
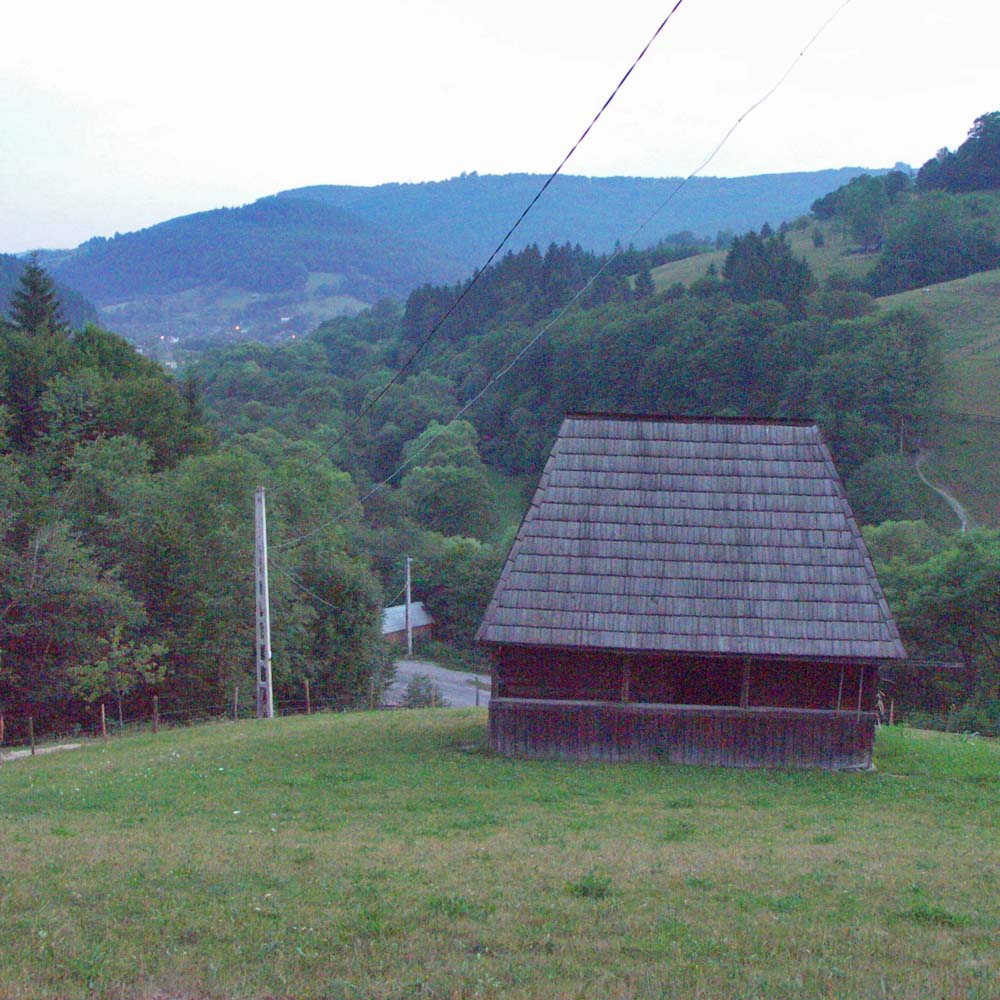
Casa memorială Cloşca, 2007
1752, inscripţie pe meştergrindă, 2007
Rozete pe meştergrindă, 2007